# Limunska kiselina
Limunska kiselina, C6H8O7, trobazična je organska kiselina, prisutna u mnogim vrstama voća (u limunovom soku 5–6%). Spada u grupu hidroksikarboksilnih kiselina i ima pH faktor oko 3,2.
Bijela je kristalna tvar kisela okusa, lako topljiva u vodi. Industrijski se dobiva iz limuna (u južnoj Italiji i Kaliforniji) ili iz šećera fermentacijom pomoću plijesni Aspergillus niger. Upotrebljava se u proizvodnji bezalkoholnih napitaka i u medicini. Njezine soli su citrati. Normalan je sastojak ljudske krvi i urina (mokraće). Koristi se u proizvodnji pjenušavih tableta i vitaminskih napitaka (npr. sastojak je Cedevite), voćnih sokova, smrznutog voća itd... Uzorci krvi i tkiva čuvaju se u otopinama limunske kiseline.
U vinarstvu se ponekad ubraja u nehlapljive kiseline. Poželjna u vinu, do određene granice. Prelazak dopustivog praga hlapljivih kiselina javlja se ako se vino dobilo od nezrelog grožđa, vino se onda mora ponekad otkiseliti.
Kao međuproizvod ciklusa limunske kiseline javlja se jantarna kiselina.